# Novan Sasongko
Novan Setyo Sasongko (sinh ngày 26 tháng 11 năm 1989) là một cầu thủ bóng đá người Indonesia hiện tại thi đấu ở vị trí hậu vệ cho câu lạc bộ tại Liga 1 Sriwijaya FC.

## Sự nghiệp câu lạc bộ
Anh khởi đầu sự nghiệp tại Persibo Bojonegoro từ năm 2008. Anh ngồi ghế dự bị ở chung kết Liga Indonesia Premier Division 2009–10, khi Persibo đánh bại Delta Putra Sidoarjo 3–1 trong loạt sút luân lưu sau kết quả hòa 0–0 

## Sự nghiệp quốc tế
Anh có màn ra mắt quốc tế trên sân khách trong chuyến giao hữu trước Philippines ngày 5 tháng 6 năm 2012.

## Danh hiệu
Persibo Bojonegoro
Vô địch
- Liga Indonesia Premier Division: 2009–10
- Piala Indonesia: 2012

Semen Padang
Vô địch
- Indonesian Community Shield: 2013